# Campeonato Europeo de carrera por puntos femenina
El Campeonato de Europa de carrera por puntos femenina es el campeonato de Europa de Puntuación, en categoría femenina, organizado anualmente por la UEC. Se vienen disputando desde el 2011 dentro de los Campeonatos de Europa de ciclismo en pista.

## Palmarés
| Evento | Oro                 | Plata               | Bronce              |
| ------ | ------------------- | ------------------- | ------------------- |
| 2011   | Evgenia Romanyuta   | Katarzyna Pawłowska | Jarmila Machačová   |
| 2012   | Stephanie Pohl      | Evgenia Romanyuta   | Elke Gebhardt       |
| 2013   | Kirsten Wild        | Danielle King       | Leire Olaberría     |
| 2014   | Eugenia Bujak       | Kelly Druyts        | Elena Cecchini      |
| 2015   | Katarzyna Pawłowska | Élise Delzenne      | Stephanie Pohl      |
| 2016   | Kirsten Wild        | Jolien D'Hoore      | Katarzyna Pawłowska |